# Чебышёв, Николай Николаевич
Никола́й Никола́евич Чебышёв (18 июня 1865, Варшава — 24 февраля 1937, Париж) — русский судебный деятель, участник Белого движения, журналист.

## Биография
Сын командира Кронштадтской крепостной артиллерии, генерал-майора Николая Львовича Чебышёва (1830—1875) и жены его Казимиры Ивановны Евецкой.
Окончил юридический факультет Санкт-Петербургского университета. С 1890 года служил по ведомству Министерства юстиции, был товарищем прокурора Владимирского окружного суда. Впоследствии состоял товарищем прокурора Смоленского окружного суда (с 1902), товарищем прокурора Московского окружного суда (с 1904), прокурором Смоленского окружного суда (с 1906), товарищем прокурора Московской судебной палаты (с января 1909), прокурором Киевской судебной палаты (с января 1914), прокурором Московской судебной палаты (с 1916), сенатором уголовно-кассационного департамента Сената (назначен после Февральской революции).

### Известные дела
Владислав Ходасевич упоминает пять известных дел с участием Чебышёва: три чисто уголовных — дело об убийстве Е. Ф. Шиманович (1903—1904), дело иеромонаха Феодосия (в миру М. Мокеева; 1904), дело о похищении Ф. Т. Зайцевой (1913) и два политических процесса — дело об убийстве Н. Э. Баумана (1906) и Фастовское дело (1913) — об убийстве еврейского мальчика Иосселя Пашкова в местечке Фастов под Киевом.
Имел репутацию честного судебного деятеля, сторонника строгого соблюдения закона. В 1906 году был обвинителем на процессе пристава Ермолова, убившего во время декабрьского восстания 1905 года в Москве доктора Воробьёва. Добился осуждения Ермолова, заявив в обвинительной речи: 

Убийце укрыться не пришлось — его нашли, призвали к ответу, и теперь он перед вами не как пересоливший в усердии чиновник, а как жестокий сердцем начальник, вообще падкий на зуботычины, вообразивший, что обстоятельства развязали ему руки и выдали открытый лист на совершение всего, что взбредёт в голову под шумок народного бедствия.

В том же году добился осуждения Михалина, убившего во время антиправительственной демонстрации в октябре 1905 года большевика Н. Э. Баумана. По словам Чебышёва, 

преступление на первый взгляд как бы эпизод партизанской борьбы направлений. При ближайшем же рассмотрении обнаруживается, что к этой борьбе «примазался» человек, у которого не сердце болело за настроения отечества, а руки скучали по уличным потасовкам.

Осуждённые Ермолов и Михалин были помилованы императором Николаем II по докладу министра юстиции И. Г. Щегловитова.
Будучи прокурором Киевской судебной палаты в 1914 году, Чебышёв курировал расследование так называемого «фастовского дела» — об убийстве ребёнка, которое правые киевские круги считали ритуальным, по аналогии со знаменитым «делом Бейлиса». Однако следствие установило, что убитым оказался еврейский мальчик Иоссель Пашков, а убийцей — уголовник Иван Гончарук, признанный виновным присяжными заседателями в феврале 1915 года.

## Деятель Белого движения
Летом 1918 года участвовал в подпольной деятельности «Правого центра» — правоцентристской антибольшевистской организации. В сентябре 1918 года выехал из Петрограда через Украину в Екатеринодар. В 1919 году возглавлял управление внутренних дел Вооружённых сил Юга России (ВСЮР), входил в состав Особого совещания при главнокомандующем ВСЮР. Из-за разногласий с генералом Деникиным осенью 1919 года покинул свой пост и вступил в монархический Совет государственного объединения России.
В 1920 году входил в состав редакции газеты «Великая Россия», которая стала официозом режима генерала П. Н. Врангеля, выделявшего её из других печатавшихся в Крыму изданий: 

За исключением одной серьёзной газеты «Великая Россия», издававшейся под редакцией В. М. Левитского и при участии Н. Н. Львова, Н. Н. Чебышева и В. В. Шульгина, остальная печать была типично мелко провинциальной.

5 июля 1920 года в «Великой России» было опубликовано программное интервью Врангеля, которое взял Чебышёв. В сентябре 1920 года он был приглашён Врангелем сопровождать его в поездке на фронт. В ноябре 1920 года вместе с частями Русской армии Врангеля эвакуировался из Крыма в Турцию.

## В эмиграции
Жил в Константинополе, где возглавлял бюро печати главного командования Русской армии до переезда в Болгарию в октябре 1921 года. Издавал еженедельник «Зарница», ориентированный на русских эмигрантов. Первые два номера выходили в Константинополе, затем издание было запрещено союзническими властями и перенесено в Софию. Занимал должность политического консультанта при военном представителе Врангеля в Берлине — генерале А. А. фон Лампе, а затем пост начальника гражданской части канцелярии Врангеля. Скептически относился к сообщениям о наличии в СССР масштабной монархической организации (позднее выяснилось, что речь шла о чекистской дезинформации под названием «Операция «Трест»»).
С 1926 года, после упразднения канцелярии, жил в Париже, где работал в редакции газеты «Возрождение», входил в состав правления Союза русских литераторов и журналистов в Париже.
Был женат на Елизавете Александровне Сиверс. Впоследствии брак был расторгнут из-за измены Чебышева с осуждением его на "вечное безбрачие". В 1903 году его бывшая жена обвенчалась со штабс-капитаном П. И. Поляковым.

## Труды
- Обвинительные речи. Петроград, 1916.
- Близкая даль. Париж, 1933. (главы 19-28)
- «Трест». История одной легенды / Возрождение. 1935 (серия статей).